# Herbert Simon
Herbert Alexander Simon (n. 15 iunie 1916, Milwaukee, Wisconsin, SUA – d. 9 februarie 2001, Pittsburgh, Pennsylvania, SUA) a fost un economist american, laureat al Premiului Nobel pentru economie (1978) și al Premiului Turing în 1975.